# Schappe de Saint-Rambert
Cet article concerne une usine. Pour la fibre textile, voir schappe.
La Schappe de Saint-Rambert était une filature de textile située à Saint-Rambert-en-Bugey, dans le département de l'Ain, en France. Usine-mère et fleuron de la Société Anonyme de Filature de la Schappe (SAF), le site sera entre autres un des plus gros centres mondiaux de l'industrie de la schappe. Absorbée par le groupe Burlington en 1967, revendue 1 franc symbolique en 1981, l'usine sera entièrement détruite par un incendie inexpliqué dans la nuit du 24 au 25 octobre 1986.

## Historique

### La tradition textile à Saint-Rambert-en-Bugey

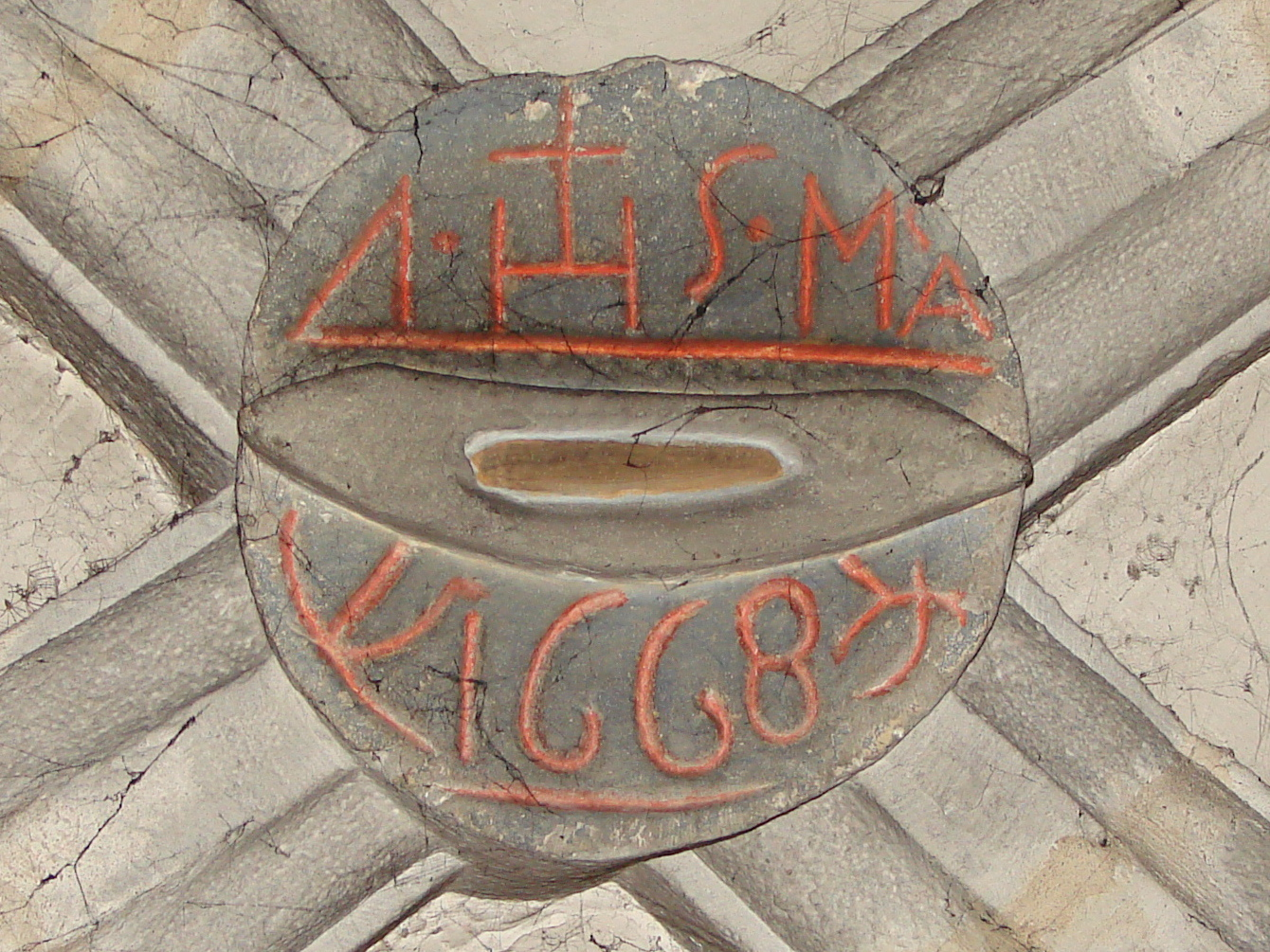
Clef de voûte représentant une navette (Chapelle des tisserands de l'église de Saint-Rambert-en-Bugey, 1668).

Très pauvre en possibilité agricole, mais idéalement située à l'entrée de la cluse des Hôpitaux, sur la route de l'émigration temporaire des peigneurs de chanvre du Haut-Bugey (payés le plus souvent en nature),, la région de Saint-Rambert possède dès la fin du XVIIe siècle une importante corporation de «marchands de toiles» et de «tissiers». Au XVIIe siècle, l'industrie textile prospère et la ville est reconnue pour l'excellente qualité de sa production de linge en toile de chanvre.
Au début du XIXe siècle, il existait, sans compter les métiers « temporaires », plus de 600 métiers à tisser permanents en activité dans le canton de Saint-Rambert, dont environ 140 pour la ville et ses hameaux. En 1820, la première filature industrielle de la ville, qui emploie une centaine d'ouvriers, est créée par l'entrepreneur lyonnais Charles Lardin, une seconde en 1829 par le rambertois Joseph Déromas dont la filature utilise l'énergie hydraulique de l'Albarine, grâce à un canal alimentant une roue à aubes.

### Création de la SAF

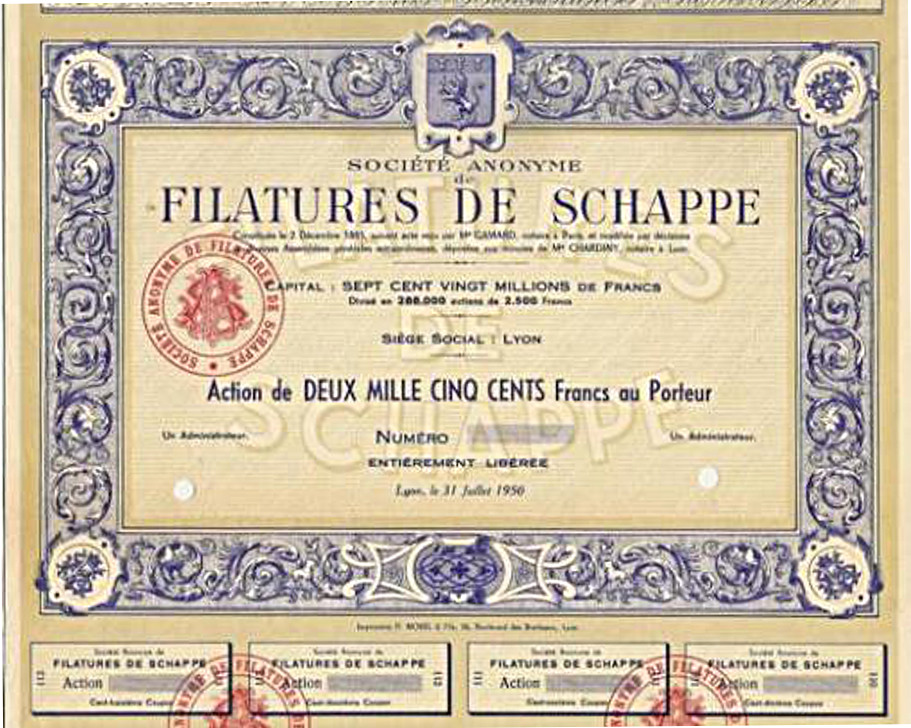
Une action de la Société anonyme de filature de la Schappe

Vers 1837, les négociants Aimé Martelin, de Saint-Rambert et Antoine-Alexandre Franc, de Lyon, forment le projet de reprendre l'usine en inactivité de Joseph Déromas, la plus ancienne des filatures industrielles de schappe.
En novembre 1838, Benoit Martelin, fils d'Aimé, s'associe à Alexandre Franc pour créer la société « Alexandre Franc et Martelin fils » dont le but est la filature de laine, de thibet et de frisons de soie. Victor Franc, fils d'Alexandre, les rejoint en 1843 pour former la société « Alexandre Franc père et fils et Martelin ».
En 1885, la société Franc et Martelin fusionnent avec la société des frères Hoppenot de Troyes, précurseurs dans la filature des déchets de soie, pour former la SAF (Société Anonyme de Filature de la Schappe), au capital de 7 500 000 Francs et dont le siège social se situera à Lyon
La SAF, plus couramment appelée « La Schappe », possédera notamment des ateliers et filatures à Saint-Rambert-en-Bugey, Ambérieu-en-Bugey, Le Vigan, Pont-d'Hérault, Entraigues-sur-la-Sorgue, Pierre-Bénite, Lyon, Amplepuis, Troyes, La Croix-aux-Mines, en Suisse à Kriens et Emmenbrücke, en Italie à Rozzano, ainsi qu'une annexe à Moscou et des intérêts aux États-Unis.

## Le site de Saint-Rambert

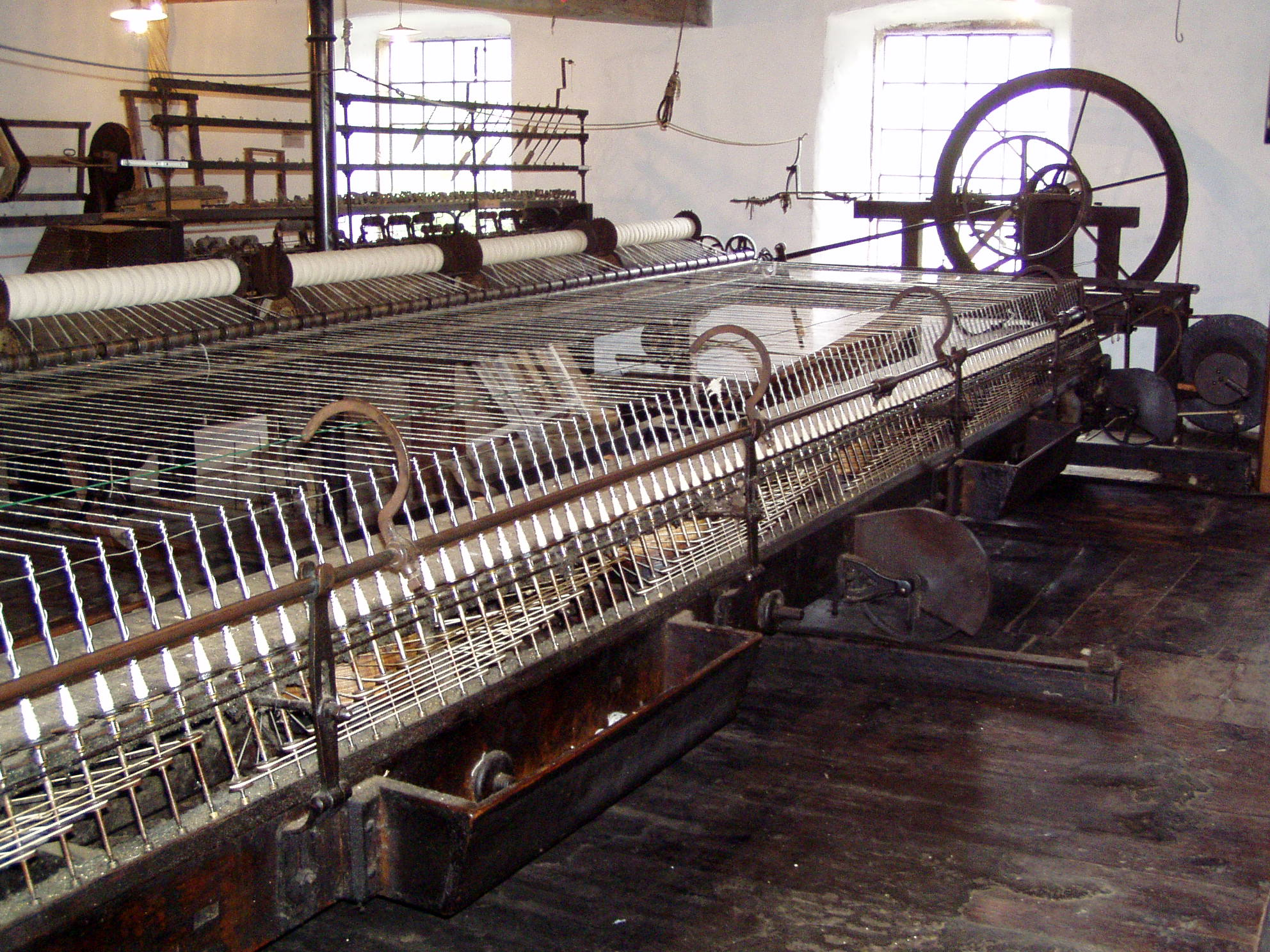
Un exemplaire de Mule-jenny datant de 1825 (Musée de la Filature des Calquières).

En 1839, l'entreprise emploie 160 ouvriers et 16 machines à filer mule-jenny fonctionnant à l'énergie hydraulique. La vapeur fait son apparition dans l'entreprise vers 1843
Entre 1860 et 1870 la filature, qui emploie alors plus de 600 ouvriers et fait fonctionner 5000 broches, s'équipe des meilleures machines sur le marché, notamment de la « peigneuse circulaire Quinson », brevetée en mars 1856. Cette peigneuse circulaire, permettant entre autres de fabriquer un fil de schappe de meilleure qualité et inventée à Tenay par Frédéric Quinson marque le véritable point de départ de l'industrie de la schappe.
Cette industrie bénéficie également grandement de l'accès au marché des déchets de soie chinois, japonais et indien grâce à l'ouverture du canal de Suez en 1859 et de la crise de la soie, due en partie aux ravages de la pébrine.

### Périodes et événements marquants de la Schappe à Saint-Rambert

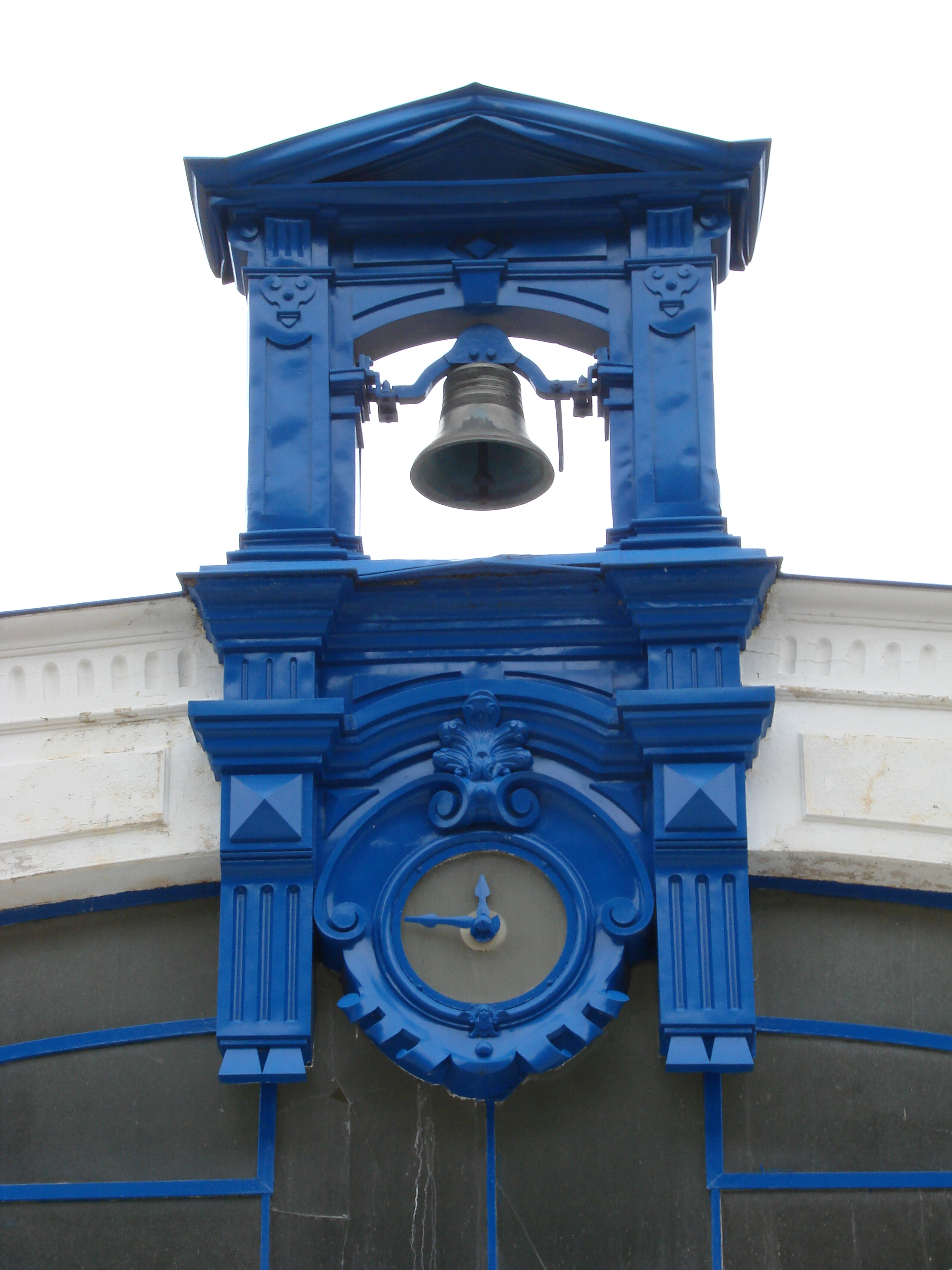
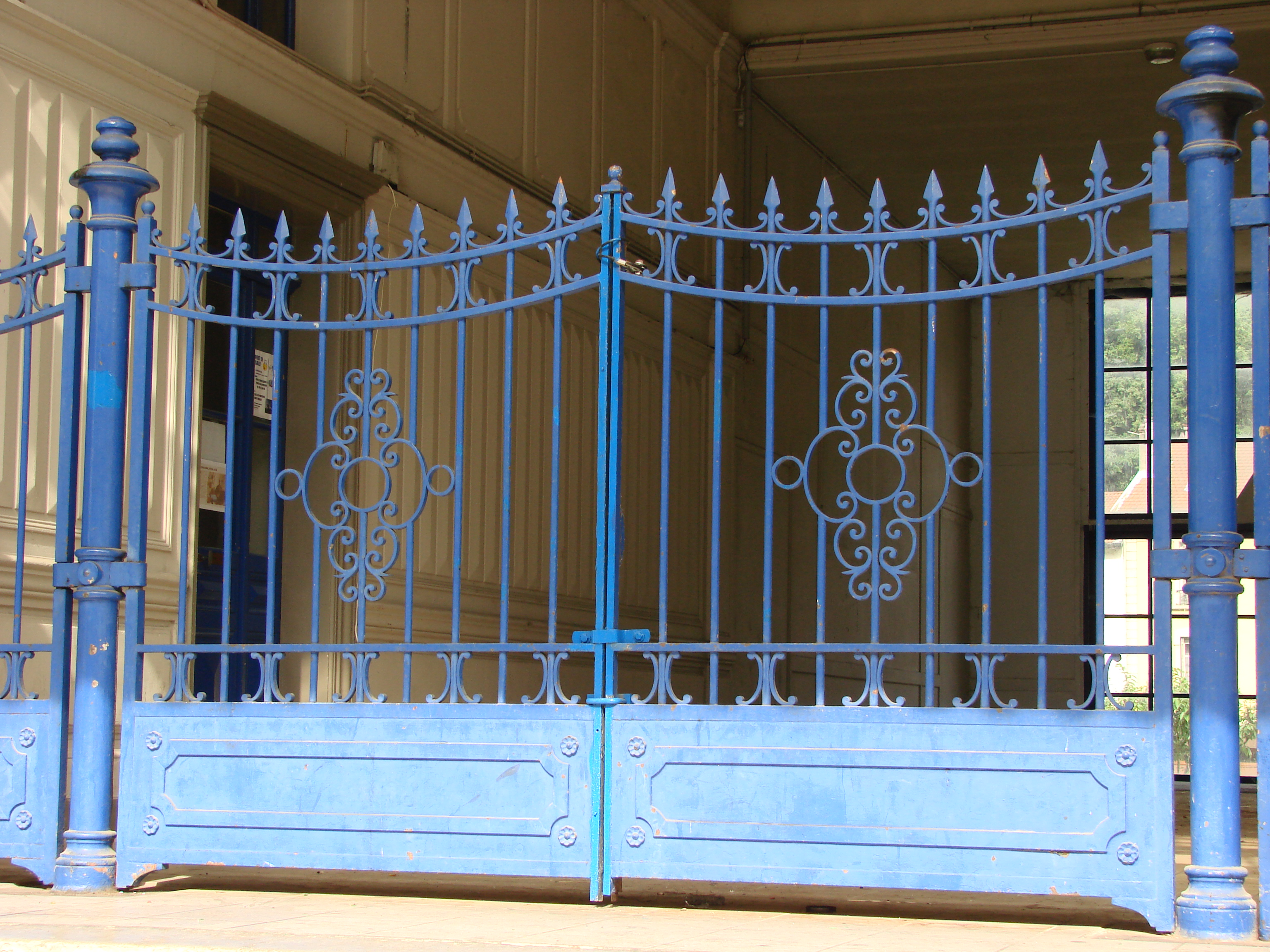
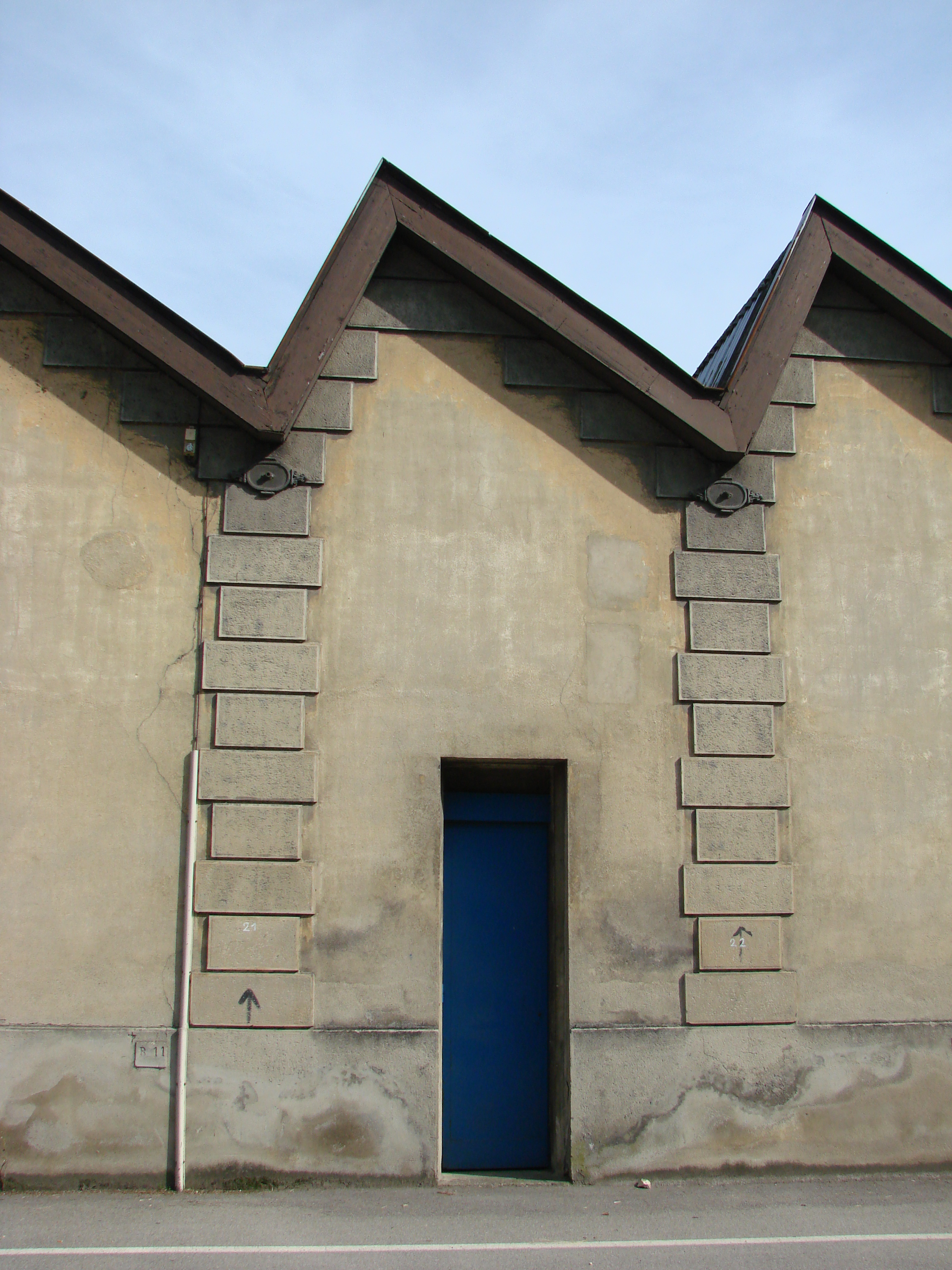
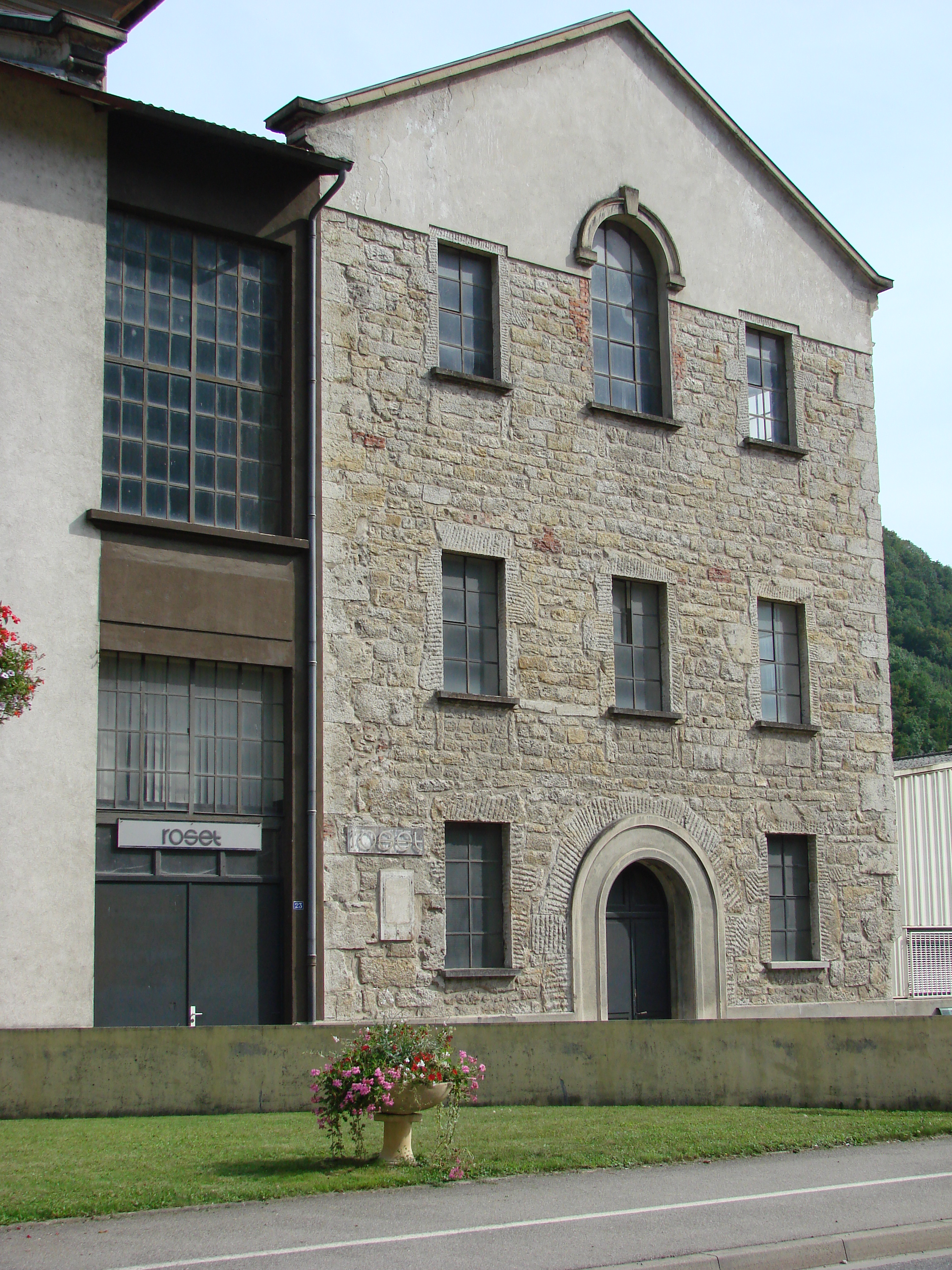

#### L'immigration italienne

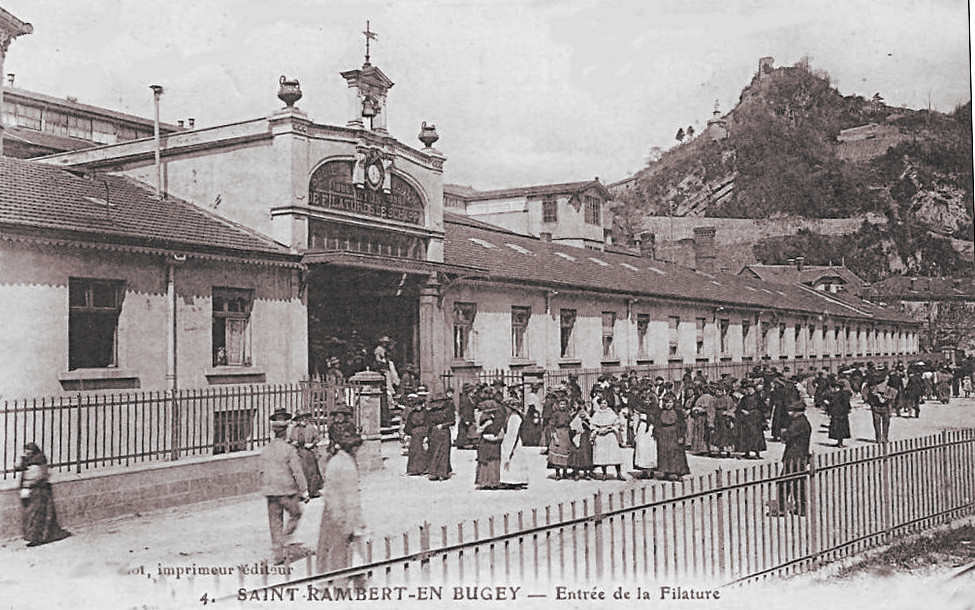
Ouvrières à l'entrée de la filature

En 1875, Athanase Martelin fait venir à Saint-Rambert une cinquantaine de jeunes Piémontaises, avant-garde d'une immigration qui se développera tout au long de l'expansion de l'entreprise pour concerner environ 700 personnes en 1914.
Vers 1888, la Schappe de Saint-Rambert emploie déjà environ un tiers d'Italiennes dans ses nouvelles usines. Le recrutement se fait tout d'abord dans les localités proches de Rozzano, dans
la province de Pavie où la société de la Schappe possède une grande fabrique de même activité et où il est aisé de trouver la main-d’œuvre féminine dont elle a besoin, puis s'étend aux régions du Canavèse, de la vallée d'Aoste, du val de Suse ou du Montferrat
- La plupart de ces migrants arrivent à pied par le col du Mont-Cenis, « portant leurs chaussures pour ne pas les user »[6].

À la fin du XXe siècle, la majorité des familles rambertoises comptait un ou plusieurs grands-parents italiens dans leur généalogie.

#### La grève de 1933

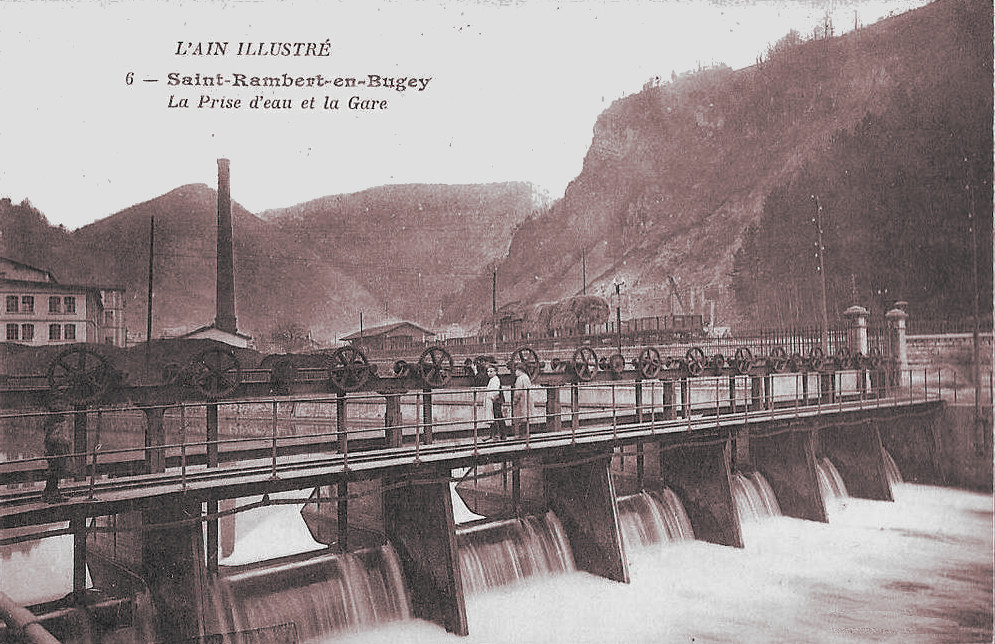
La «passerelle», prise d'eau sur l'Albarine

La grande grève de 1933 est l'une des grèves les plus importantes de France pour la période considérée. Elle a pour origine l'application dans l'usine du «système Bedaux», inspiré des méthodes du taylorisme, qui instaure des cadences intensives. Le mouvement spontané et apolitique dû à l'épuisement des ouvrières débute le 4 septembre. Il s’étend rapidement aux 1100 ouvriers du site et reçoit le soutien de la Confédération générale du travail. La direction refusant de renoncer au système Bedaux, le conflit s'enlise, malgré l'intervention de la préfecture et du ministère du travail.
Le 22 octobre 1933, Léon Jouhaux, secrétaire général de la CGT, accompagné du chef de cabinet de l'organisation internationale du travail attire 3000 personnes sur la place de Saint-Rambert lors d'un meeting en faveur des grévistes. Ce soutien de poids infléchit la position de la direction qui, sans renoncer au système, accepte d'en assouplir les modalités et s'engage à ne pas procéder à des licenciements pour fait de grève. À bout de ressources, les ouvriers votent la reprise du travail le 25 octobre. La grève a duré 52 jours et aura pour conséquence, en 1935, l'éviction du maire sortant et directeur de la Schappe Henry Franc au profit du docteur Michel Temporal, qui avait démissionné de son poste de premier adjoint pendant la grève, pour protester contre la situation, ainsi que l'adhésion d'environ 900 ouvriers au syndicat.

#### Seconde Guerre mondiale: le 7 juillet 1944

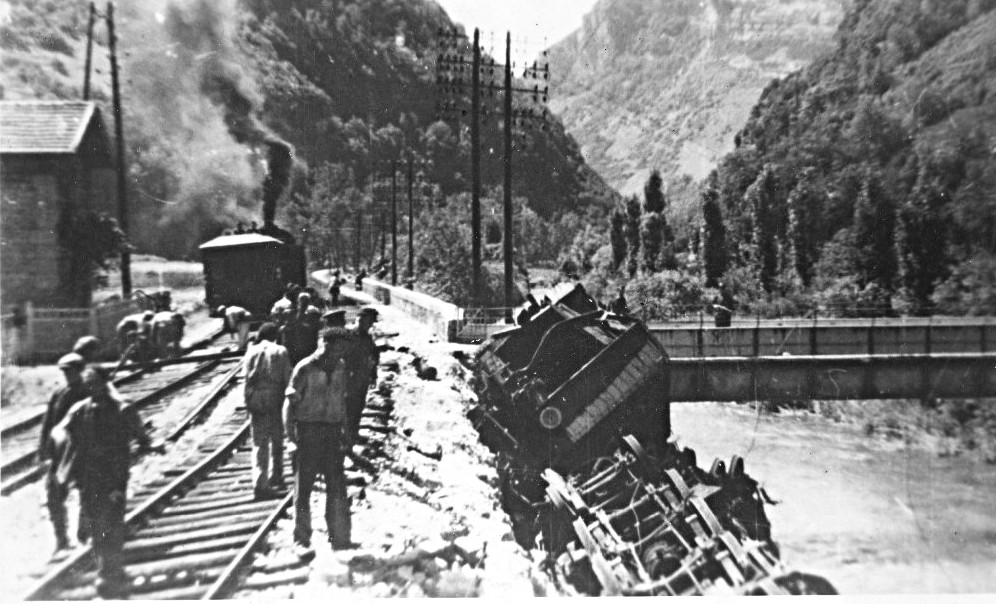
Le 6 juillet 1944, quelques instants avant l'attaque du train blindé

Pendant la Seconde Guerre mondiale, la Schappe de Saint-Rambert est la plus grande filature de la zone libre. La région de Saint-Rambert-en-Bugey abrite alors plusieurs groupes de résistants qui, à l'approche du débarquement, sabotent régulièrement la voie ferrée traversant la cluse des Hôpitaux. Le 6 juillet 1944, au cours de l'attaque d'un train blindé, 6 soldats allemands sont tués et une patrouille allemande est attaquée dans la ville.
Le 7 juillet 1944, une trentaine de camions, assistés de motocyclistes et d'automitrailleuses, pénètrent la vallée de l'Albarine. La Wehrmacht et la Gestapo, épaulées par la milice, investissent la ville. Après une brève tentative de résistance devant le bâtiment du peignage, les maquisards doivent décrocher devant des centaines de soldats. Des barrages sont établis par les nazis aux entrées de la ville où de nombreuses personnes sont arrêtées.

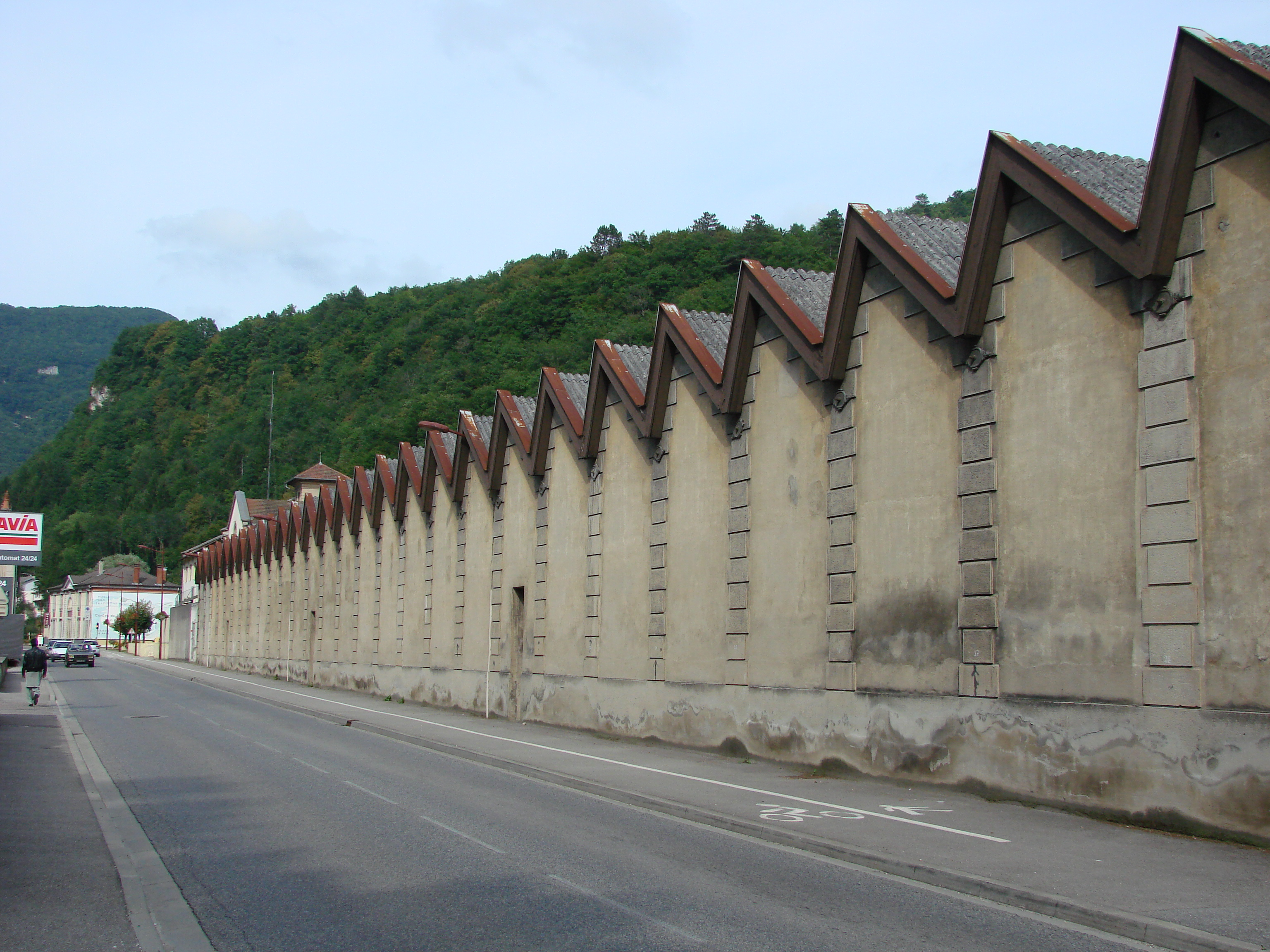
Les bâtiments du peignage aujourd'hui (2014).

À 14 h 30, la filature est investie par les Allemands qui pensent que des « terroristes » ont pris position dans les locaux. Plus de 250 ouvriers présents dans la filature sont parqués, les mains en l'air, dans une cour de l'usine, où ils resteront jusqu'à 22 h. Le poste de commandement allemand est installé dans la maison du concierge, où se déroulent des interrogatoires musclés. Ainsi messieurs Bérard (directeur général), Renant (directeur du peignage) et Bellœuf (magasinier) sont brutalisés à coups de bâton par des hommes du PPF aux ordres des Allemands.
La tension arrive à son comble quand un soldat allemand, caché depuis les attaques de la veille et à l'insu de tous dans la filature, fait son apparition. Un gradé lui propose alors de se venger en abattant des ouvriers, ce que l'homme refuse, arguant que personne ne lui a fait de mal. À 20 h 30, alors que la fouille se poursuit, la tension retombe légèrement lorsque le capitaine remarque la présence dans l'usine de machines d'origine allemande, achetées avant-guerre, et dont le directeur vante habilement la qualité afin de l'amadouer.
Après de longues heures de terreur, les Allemands se retirent vers 22 h, après avoir abattu près du transformateur, le chauffeur de taxi André Rigaud, arrêté dans la journée à un barrage (et soupçonné d'être au service du maquis) et qui avait été interné et passé à tabac à la Schappe. Marius Durochat est également abattu en rentrant chez lui dans la soirée. Les ouvriers apprendront après leur libération que les Allemands ont exécuté douze otages en ville, au nombre desquels figure « leur » maire, le docteur Michel Temporal.

#### 1951: Roger Vailland et Beau masque

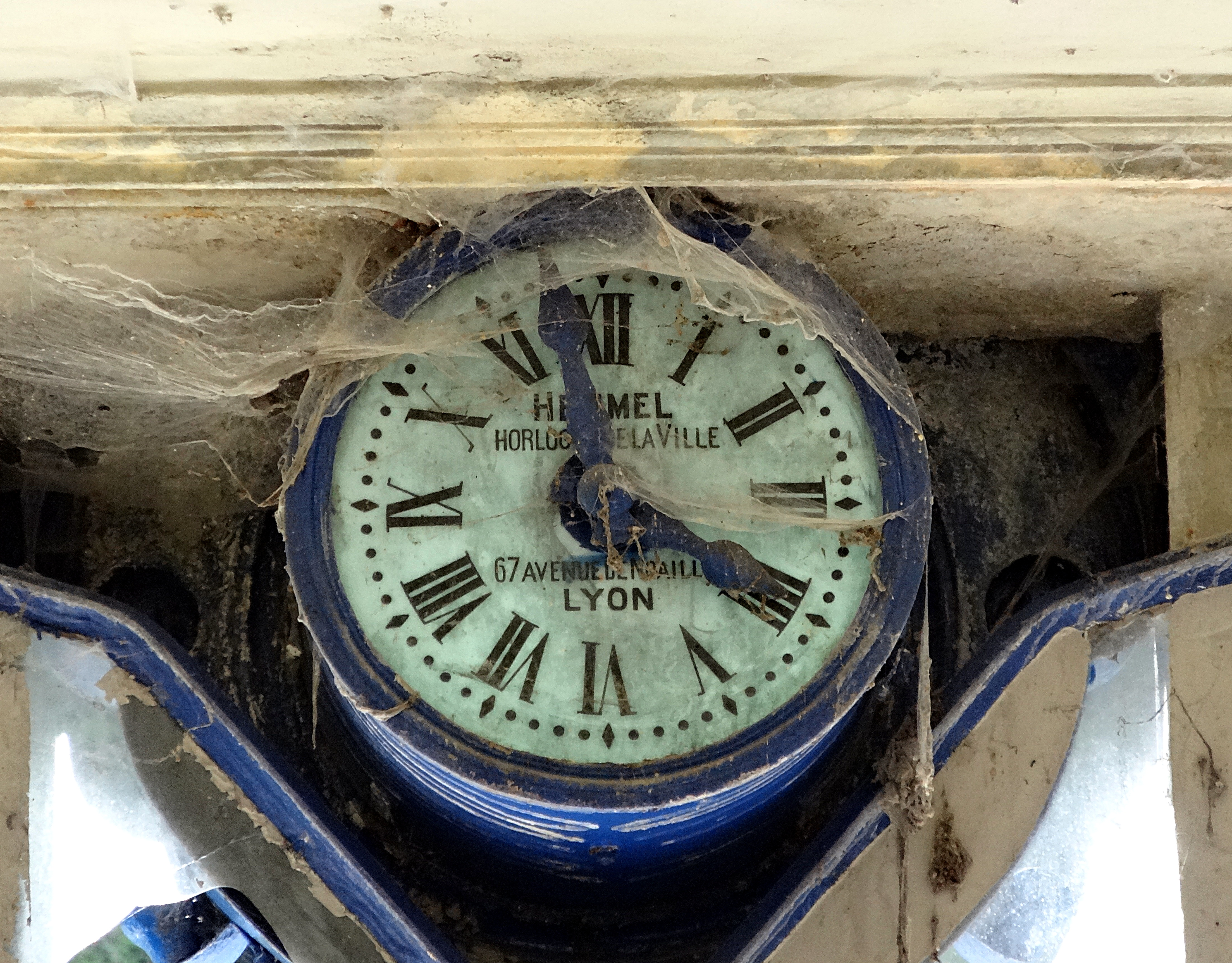
L'horloge intérieure. Mai 2017.

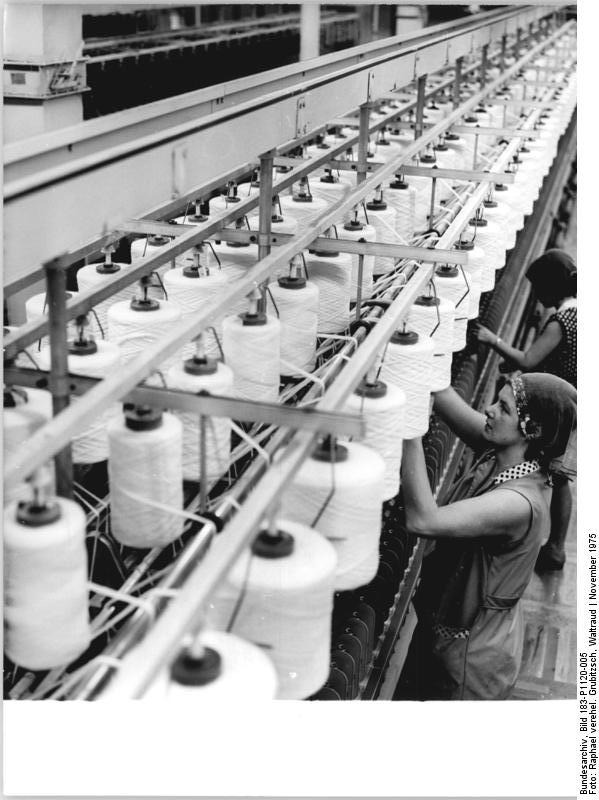
Usine de filature des années 1970

En 1951, Roger Vailland, installé au hameau des Allymes sur les hauteurs d’Ambérieu-en-Bugey, se lance dans une série de reportages sur l’industrie textile de la vallée de l’Albarine, dont il trouve l'histoire « politiquement formidable, pittoresque par ailleurs et (touchant) tous les plans de l'actualité ». S'appuyant sur le livre d'or de la «SIS» (Société concurrente de la SAF et dont l'usine-mère se situe à Tenay, à moins de 10 km de Saint-Rambert), qui démontre selon lui l'exactitude des thèses du «Capital» et sur le témoignage d'ouvriers et d'ouvrières de la « vallée de la misère », Vailland produit quatre articles («Une histoire de brigand»; «Ronchaud ou les infortunes de la vertu»; «La sonnette de Mlle Franc»; «La Schappe contre les Français») qui paraissent dans les éditions dominicales des journaux «les Allobroges», «la République de Lyon» et «le Patriote de Saint-Étienne».
De cette expérience naîtra le roman Beau masque et la figure de la « femme nouvelle », Pierrette Amable, inspirée librement du personnage de Marie-Louise Mercandino, syndicaliste à la Schappe et camarade de combat de l'écrivain-militant.
Lorsqu'au début des années 1970 Bernard Paul voudra adapter le roman pour le cinéma, ni la Schappe, ni aucune des filatures de France n'accepta que le tournage ne se déroule dans ses locaux et il fallut trouver une autre région ouvrière pour en reconstituer une. Le choix de Bernard Paul se fixa sur la Lorraine. Seules les scènes champêtres furent tournées à Blanaz, un hameau de Saint-Rambert.

#### Burlington

Logo de la marque Burlington

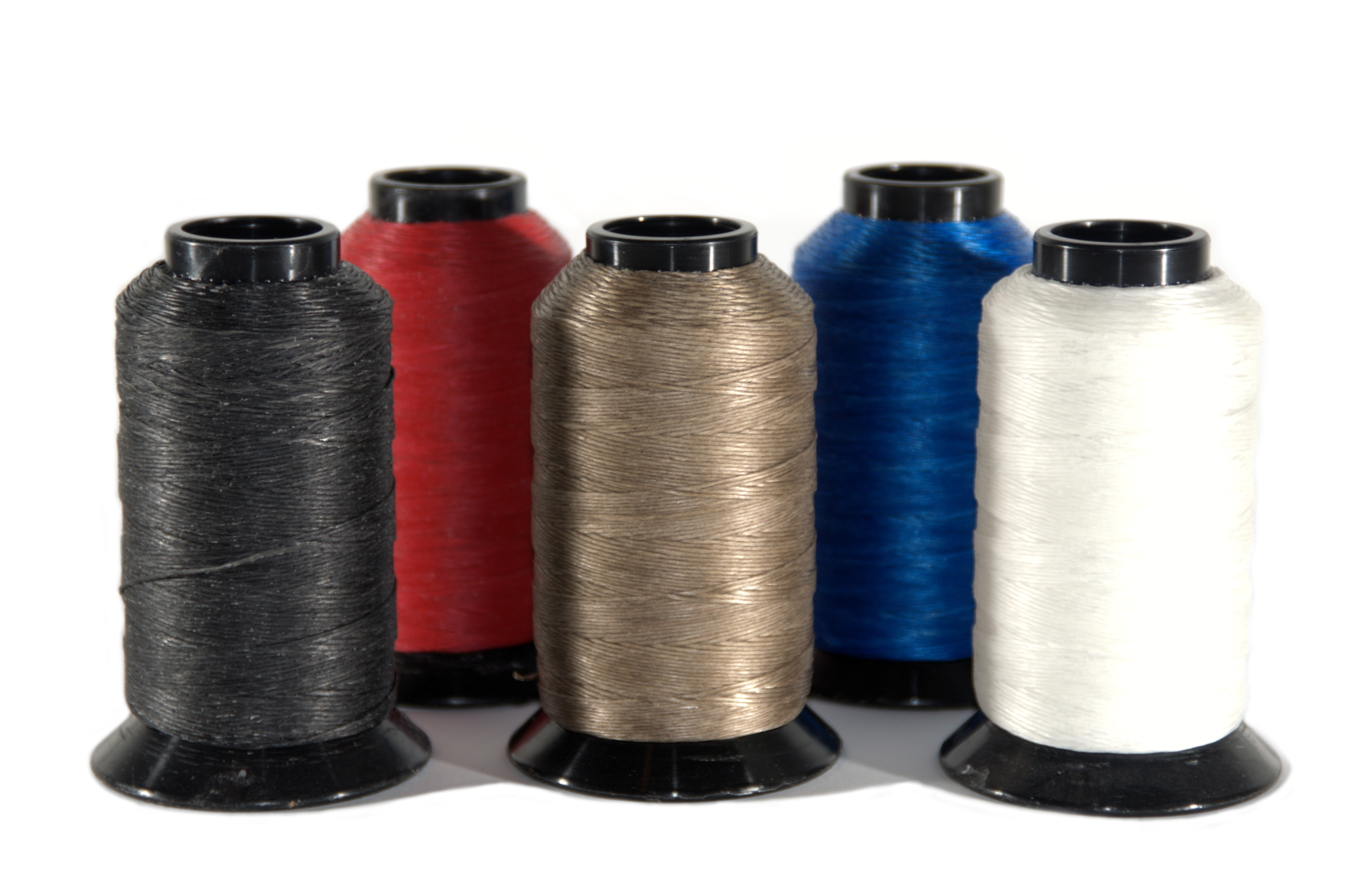
Bobines de fibres en Dacron

Entamé en 1955, le rapprochement de la SIS et de la SAF se conclut en 1962 par la création d'une holding regroupant toute l'industrie de la schappe européenne. En 1967, la holding SAS est absorbée par le plus gros groupe mondial de l'industrie textile, l'américain Burlington.
À Saint-Rambert, l'usine du «peignage» est abandonnée (Elle sera reprise par la fabrique de meubles Roset)
et l'activité concentrée dans l'«usine-neuve». En 1974, l'usine emploie 374 personnes, dont 299 ouvriers schappistes. La mise au point des nouveaux produits et la formation continue se fait sur le site de Saint-Rambert, où se situe également le laboratoire d'analyse. On y travaille le nylon (dès 1954), le tergal («tergal-laine», «tergal-lin», «tergal-viscose»), l'orlon, le dacron («dacron-laine») ainsi que des fils métalliques. Par ailleurs, les liens de l'entreprise et de la ville disparaissent peu à peu: les biens immobiliers de la Schappe commencent à être vendus, notamment les châteaux et villas des anciens directeurs et les maisons des contremaîtres.

## Bibliographie

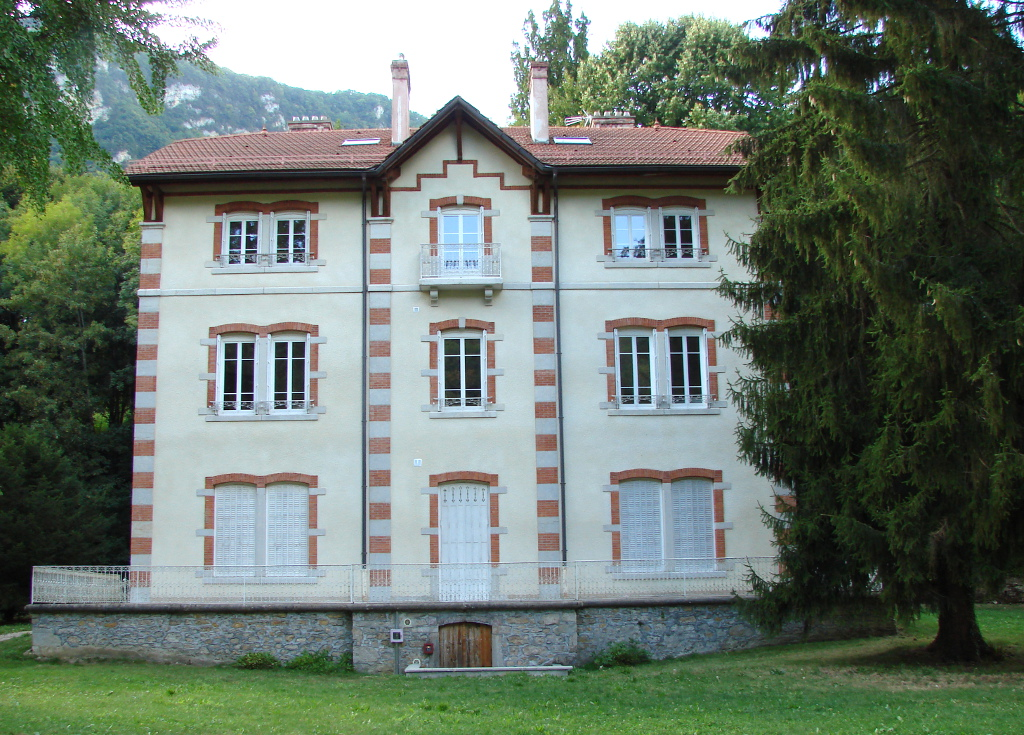
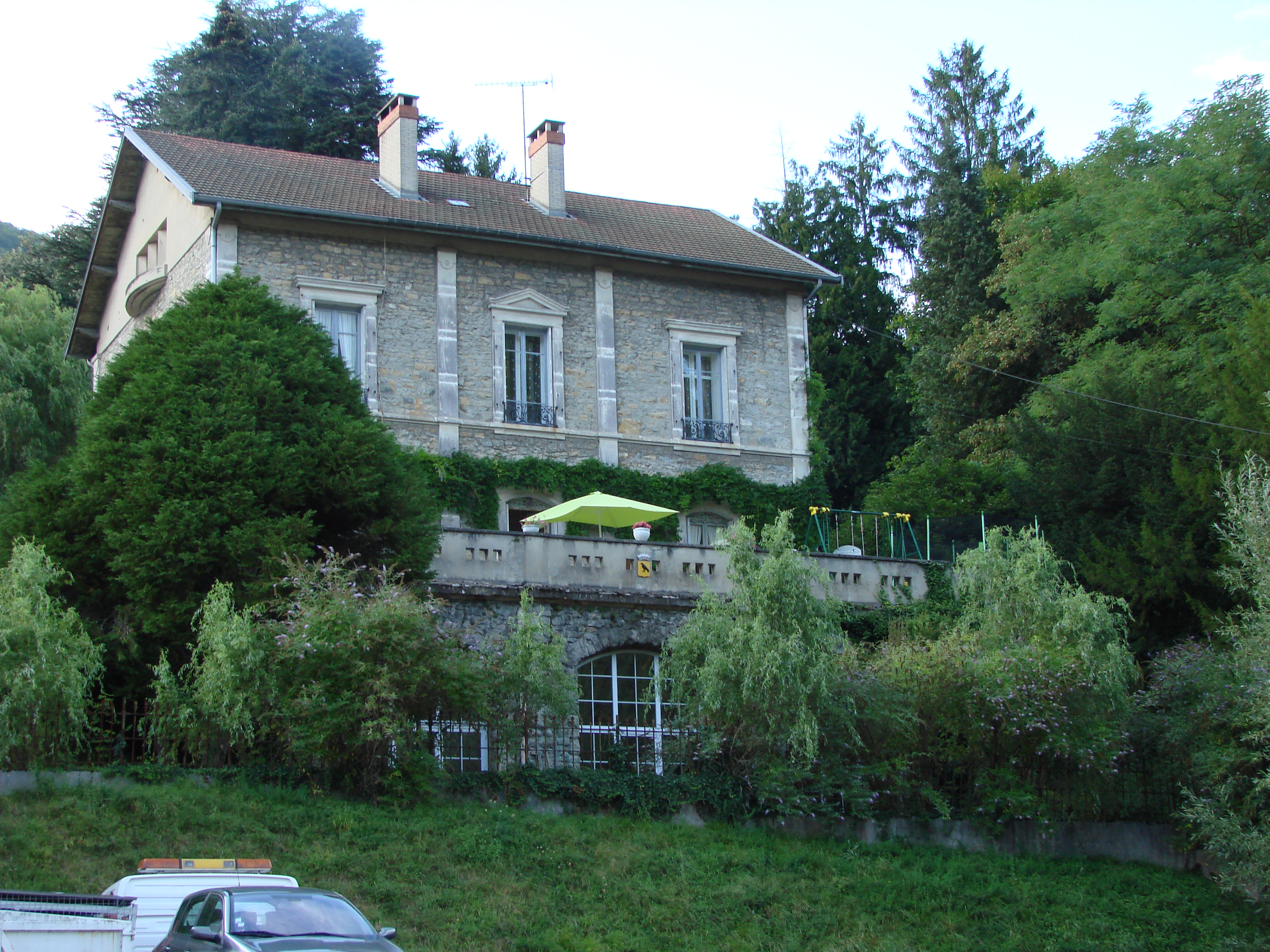
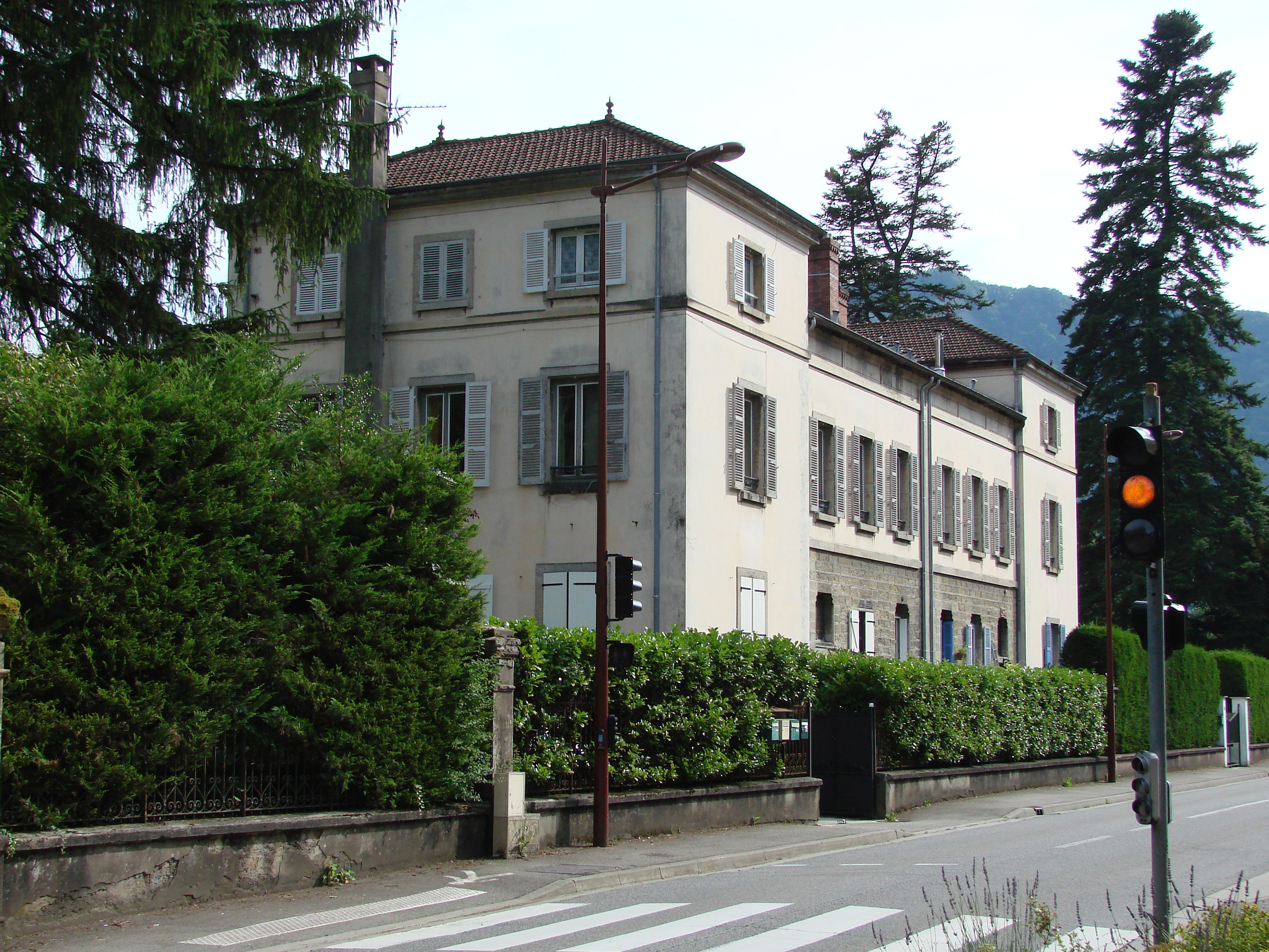